# Baskervilla boliviana
Baskervilla boliviana là một loài thực vật có hoa trong họ Lan. Loài này được T.Hashim. mô tả khoa học đầu tiên năm 1992.